# Vuelta Ciclista de la Juventud
A Vuelta Ciclista de la Juventud é uma competição aficionada de ciclismo de estrada por etapas que se desenvolve no Uruguai desde 1979.
Fundada por Nelson Hugo Sarantes e organizada pela Federação ciclista de Montevideo, estava reservada aos jovens ciclistas de menos de 20 anos.
Desde a sua criação, a Vuelta tem sido amplamente dominada pelos corredores do Uruguai e Argentina, com algumas vitórias para os competidores brasileiros.

## Palmarés
| Ano  | Vencedor              | País             | Equipa                      |
| 1979 | Óscar Sartore         | Uruguai          | Club Ciclista Maroñas       |
| 1980 | Sergio Corujo         | Uruguai          | San Antonio de Florida      |
| 1981 | Osmar Campezatto      | Brasil           | Federação do Brasil         |
| 1982 | Laercio Ipojuca       | Brasil           | Federação do Brasil         |
| 1983 | Carlos García         | Uruguai          | Clube Ciclista Amanhecer    |
| 1984 | Néstor Díaz           | Uruguai          | Club Ciclista América       |
| 1985 | Sergio Tesitore       | Uruguai          | Canelones Ciclos Club       |
| 1986 | Sergio Tesitore       | Uruguai          | Club Ciclista Maroñas       |
| 1987 | Alejandro Beldoratti  | Argentina        | Federação Argentina         |
| 1988 | Hugo Pratisolli       | Argentina        | UPCN (Arg.)                 |
| 1989 | David Kenig           | Argentina        | Sevillano Competição (Arg.) |
| 1990 | José Castillo         | Uruguai          | Federação de Salto          |
| 1991 | Roberto Prezioso      | Argentina        | Club Ciclista Maroñas       |
| 1992 | Richard Fattigatti    | Uruguai          | España La Paz               |
| 1993 | Richard Fattigatti    | Uruguai          | Belo Horizonte              |
| 1994 | Martín Piñeyro        | Uruguai          | Asas Vermelhas              |
| 1995 | Pedro Pablo Pérez     | Cuba             | Federação de Cuba           |
| 1996 | Osvaldo Frossasco     | Argentina        | Federação Argentina         |
| 1997 | Jorge Mesa            | Uruguai          | Audax                       |
| 1998 | Claudio Floras        | Argentina        | Federação Argentina         |
| 1999 | Jorge Libonatti       | Uruguai          | Club Ciclista Fénix         |
| 2000 | Néstor Pías           | Uruguai          | Club Ciclista Fénix         |
| 2001 | Lucas Sebastián Haedo | Argentina        | Federação Argentina         |
| 2002 | Mariano De Fino       | Uruguai          | Salto Nuevo                 |
| 2003 | Emanuel Yáñez         | Uruguai          | Unión Ciclista Maragata     |
| 2004 | José Luis Miraglia    | Uruguai          | Club Ciclista Fénix         |
| 2005 | Alejandro Alonso      | Uruguai          | Club Ciclista Amanecer      |
| 2006 | Carlos Manarelli      | Brasil           | Federação do Brasil         |
| 2007 | Fernando Méndez       | Uruguai          | Los Teros                   |
| 2008 | Josué Moyano          | Argentina        | San Juan (Arg.)             |
| 2009 | Ignacio Maldonado     | Uruguai          | Club Ciclista Fénix         |
| 2010 | Bilker Castro         | Uruguai          | Unión Ciclista de 33        |
| 2011 | Pedro Monroy          | Uruguai          | San Antonio de Florida      |
| 2012 | Agustín Moreira       | Uruguai          | Club Atlético Villa Teresa  |
| 2013 | Caio Godoy            | Brasil           | Confederação Brasileira     |
| 2014 | não se disputou       | não se disputou  | não se disputou             |
| 2015 | Nahuel Soares         | Uruguai          | Estudiantes El Colla        |
| 2016 | Diago Toledo          | Uruguai          | Clube Ciclista Maldonado    |
| 2017 | não se disputou       | não se disputou  | não se disputou             |
| 2018 | não se organizou      | não se organizou | não se organizou            |
| 2019 | Thomas Silva          | Uruguai          | Club Ciclista Maldonado     |